# Харроуэр, Дэвид
Дэвид Харроуэр (англ. David Harrower, р. 1966, Эдинбург) — британский (шотландский) драматург.
Первая пьеса — «Ножи в курицах» («Knives in Hens», 1995) — была поставлена в эдинбургском «Траверс-театре» в 1995 году.
Пьеса «Чёрный дрозд» («Blackbird», 2005) в постановке Петера Штайна стала одним из важных событий Эдинбургского фестиваля 2005 года. На русском языке эта пьеса была поставлена совместными усилиями петербургского театра «Балтийский дом» и Русского драматического театра Литвы (режиссёр Йонас Вайткус).  В апреле 2008 года пьеса была возрождена Дэвидом Гриндли в Театре Роуз в Кингстоне перед национальным туром
Также автор нескольких адаптаций мировой классики, выполненных для театральных постановок («Войцек», «Иванов», «Мария Стюарт», «Шесть персонажей в поисках автора» и др.)
Пьеса «Ножи в курицах» издана русском переводе («Антология современной британской драматургии», М.: НЛО, 2008).

## Пьесы
- «Ножи в курицах» («Knives in Hens», 1995)
- «Убей стариков, пытай молодых» («Kill the Old Torture Their Young», 1998)
- «Кокон» («The Chrysalids», 1999)
- «Культурный слой» («Dark Earth», 2003)
- «Чёрный дрозд» («Blackbird», 2005)